# Mansion House (stacja metra)
Mansion House – stacja londyńskiego metra położona na terenie City of London i leżąca na liniach District Line oraz Circle Line. 
Została otwarta w 1871 roku. Według statystyk za rok 2010, średnio codziennie do pociągów wsiada na niej 12725 pasażerów, zaś wysiada z nich 12720. Daje to łącznie ok. 7,2 mln osób korzystających ze stacji w ciągu całego roku.

## Galeria

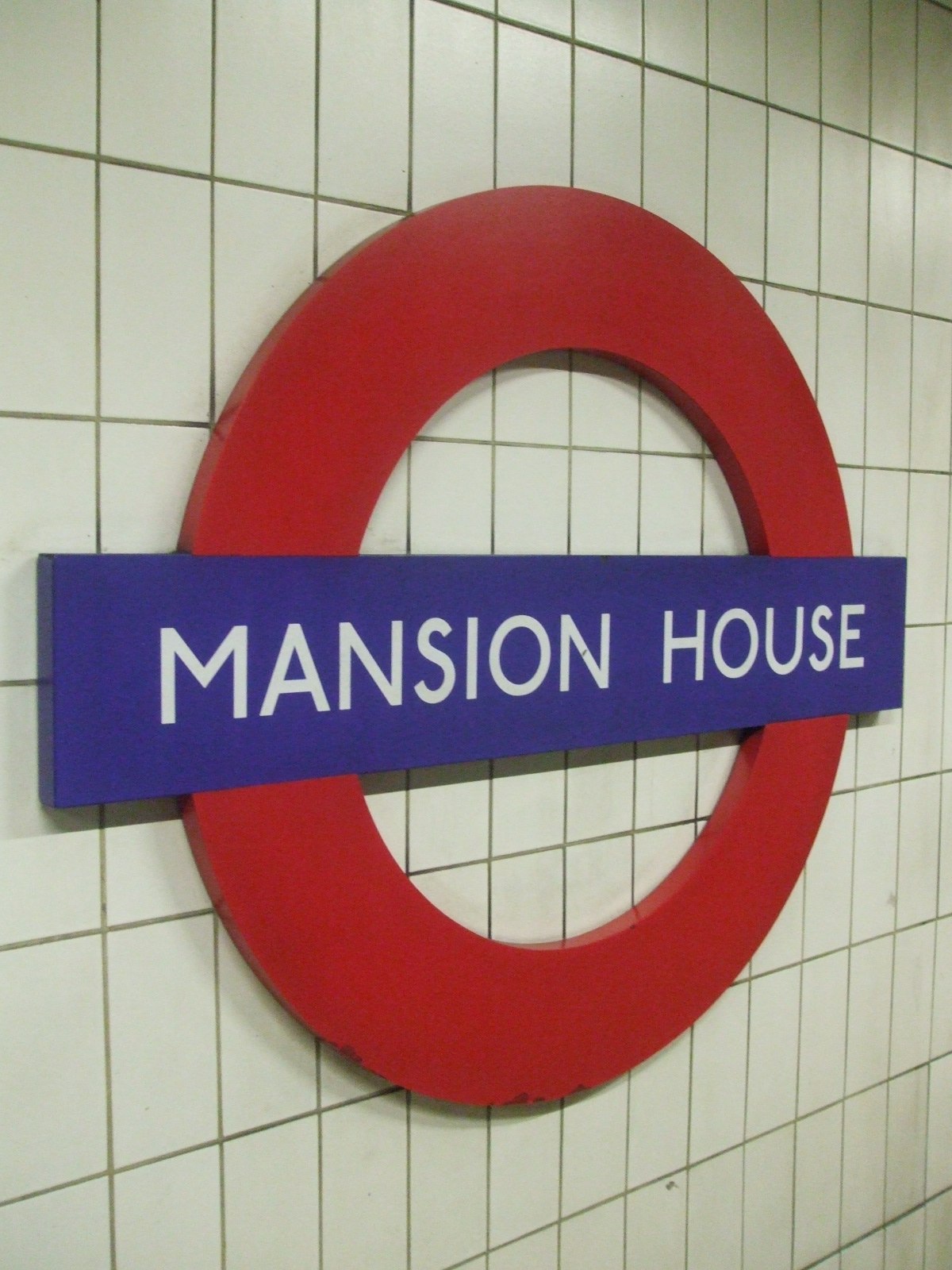
Logo stacji
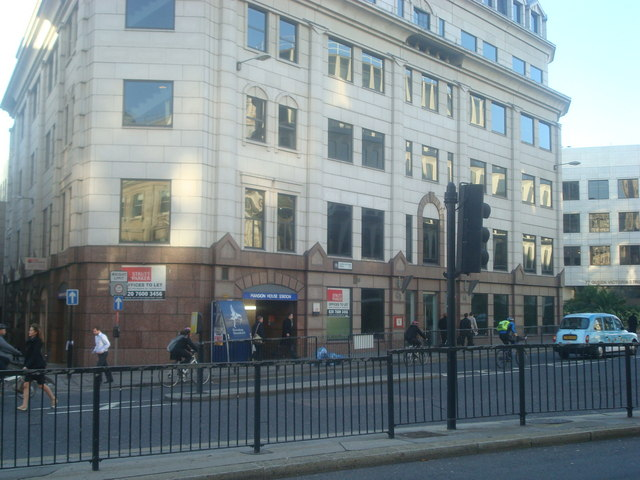
Wejście na stację i znajdujący się nad nią budynek
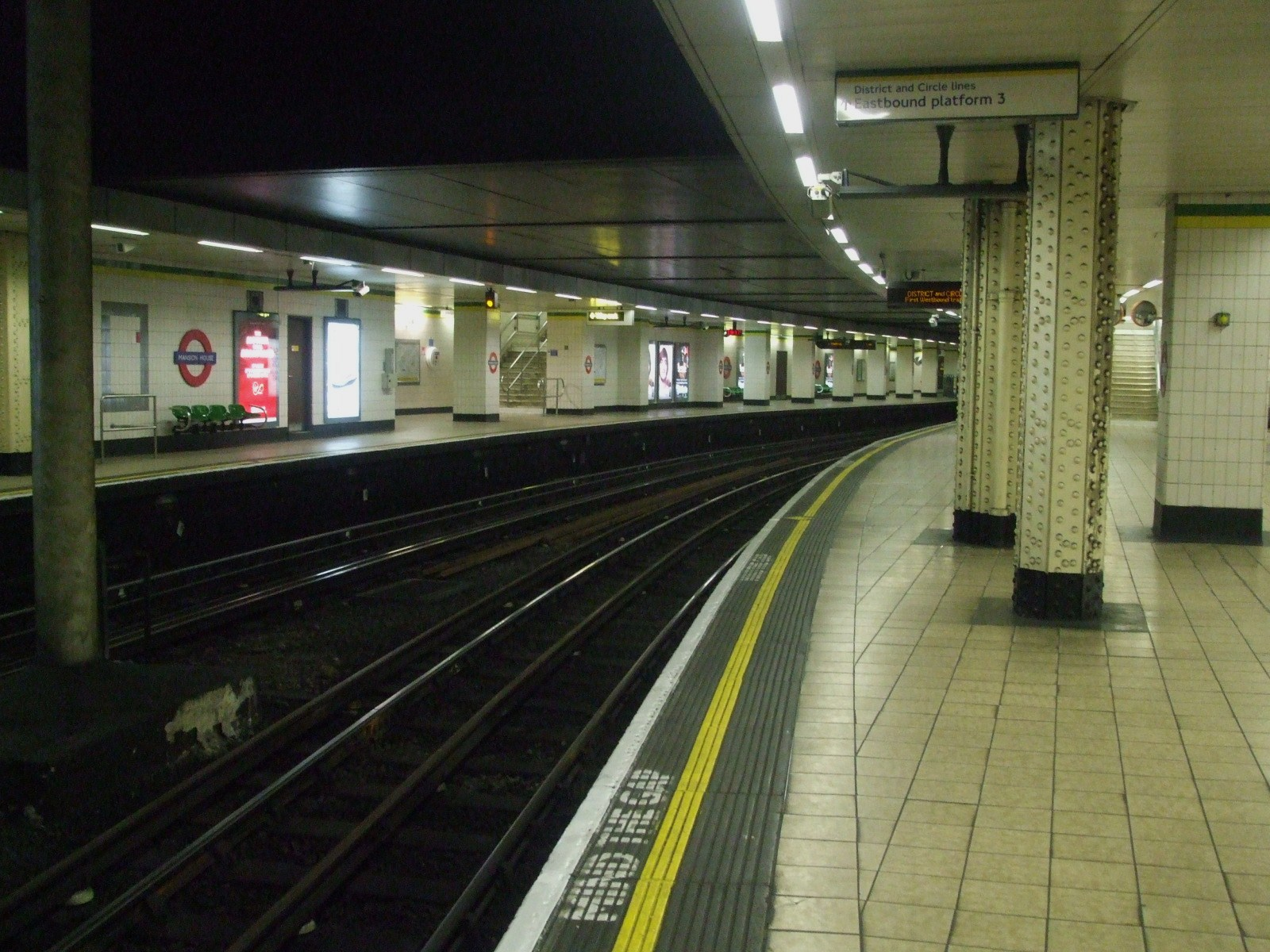
Perony
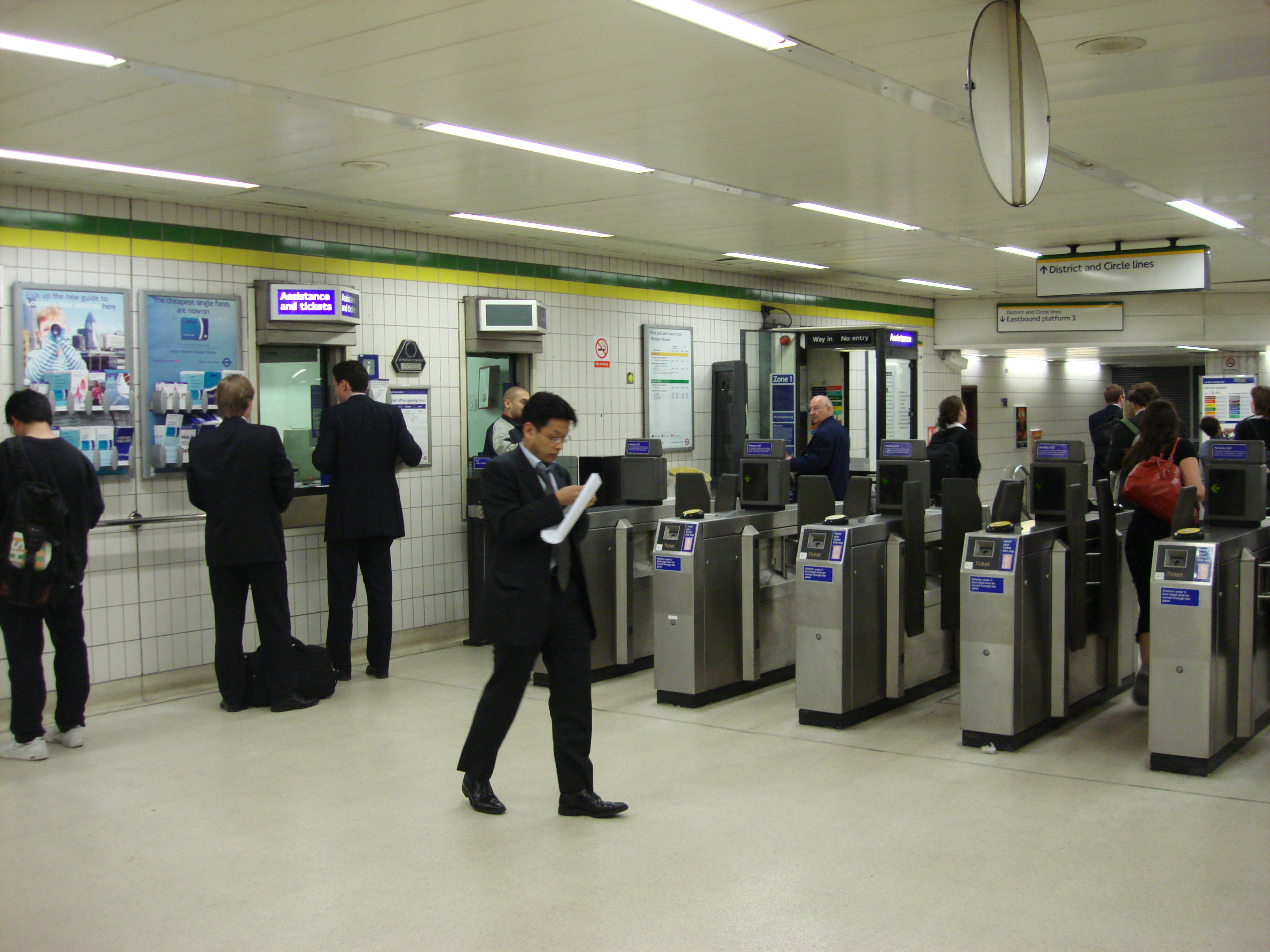
Bramki biletowe